# Гершун, Денис Игоревич
Дени́с И́горевич Гершу́н (род. 1 апреля 1976, Курск, СССР) — российский футболист, нападающий. Тренер.

## Карьера
Воспитанник курского футбола. Первым тренером был Сергей Вялых. С 16 лет стал выступать за курский «Авангард». В 1997 году был приглашён в «Динамо» Москва, но в основном составе не закрепился, осев во второй команде, выступавшей во втором дивизионе. Перед сезоном 1999 года приглашался на сборы смоленского «Кристалла» и сочинской «Жемчужины», но не подойдя ни одной из этих команд, перешёл в «Тюмень». В 2000 году вернулся в родной «Авангард». Спустя два сезона подписал контракт с «Салютом-Энергией» из соседнего Белгорода. В 2003 году, проведя все игры сезона, стал одним из лучших бомбардиров команды, забив 15 мячей, но в начале 2004 года в очередной раз вернулся в «Авангард», где выступал до конца карьеры. 8 мая 2006 года в матче с нижегородским «Спартаком» забил три мяча, войдя в историю клуба как автор первого хет-трика «Авангарда» в первом дивизионе. Гершуну также принадлежит и другое клубное достижение — он является лучшим бомбардиром курской команды в первенствах России. На его счету 74 мяча. После завершения сезона 2009 года, по итогам которого «Авангард» вернулся в первый дивизион, Гершун решил завершить профессиональную карьеру.

## Достижения
- Победитель зоны «Центр» Второго дивизиона: 2009

## Личная жизнь
Отец Игорь Гершун — в прошлом также футболист. Работал в «Авангарде» начальником команды.